# Kemal Ademi
Kemal Ademi (Villingen-Schwenningen, 23 gennaio 1996) è un calciatore tedesco con cittadinanza svizzera, attaccante dell'Osijek.

## Caratteristiche tecniche
È un centravanti.

## Carriera
Cresciuto nel settore giovanile del San Gallo, nel 2015 è stato acquistato dall'Hoffenheim. Dopo tre stagioni in cui ha collezionato 34 presenze con la seconda squadra del club tedesco, nel luglio 2018 è stato acquistato dal Neuchâtel Xamax.
Ha esordito fra i professionisti il 5 agosto seguente disputando l'incontro di Super League perso 3-0 contro il Sion.

## Statistiche

### Presenze e reti nei club
Statistiche aggiornate al 7 agosto 2020.
| Stagione             | Squadra              | Campionato           | Campionato | Campionato | Coppe nazionali | Coppe nazionali | Coppe nazionali | Coppe continentali | Coppe continentali | Coppe continentali | Altre coppe | Altre coppe | Altre coppe | Totale | Totale | Totale |
| Stagione             | Squadra              | Comp                 | Pres       | Reti       | Comp            | Pres            | Reti            | Comp               | Pres               | Reti               | Comp        | Pres        | Reti        | Pres   | Reti   |        |
| -------------------- | -------------------- | -------------------- | ---------- | ---------- | --------------- | --------------- | --------------- | ------------------ | ------------------ | ------------------ | ----------- | ----------- | ----------- | ------ | ------ | ------ |
| 2014-2015            | San Gallo U-21       | PLP                  | 13         | 4          | -               | -               | -               | -                  | -                  | -                  | -           | -           | -           | 13     | 4      |        |
| 2015-2016            | Hoffenheim II        | RL                   | 15         | 0          | -               | -               | -               | -                  | -                  | -                  | -           | -           | -           | 15     | 0      |        |
| 2016-2017            | Hoffenheim II        | RL                   | 19         | 3          | -               | -               | -               | -                  | -                  | -                  | -           | -           | -           | 19     | 3      |        |
| 2017-2018            | Hoffenheim II        | RL                   | 0          | 0          | -               | -               | -               | -                  | -                  | -                  | -           | -           | -           | 0      | 0      |        |
| Totale Hoffenheim II | Totale Hoffenheim II | Totale Hoffenheim II | 34         | 3          |                 | -               | -               |                    | -                  | -                  |             | -           | -           | 34     | 3      |        |
| 2018-2019            | Neuchâtel Xamax      | SL                   | 26+2       | 8+1        | CS              | 3               | 1               | -                  | -                  | -                  | -           | -           | -           | 31     | 10     |        |
| 2019-2020            | Basilea              | SL                   | 26         | 13         | CS              | 3               | 1               | UCL+UEL            | 3+8                | 1+0                | -           | -           | -           | 40     | 15     |        |
| Totale carriera      | Totale carriera      | Totale carriera      | 99+2       | 28+1       |                 | 6               | 2               |                    | 11                 | 1                  |             | -           | -           | 118    | 32     |        |